# Margaret Jay, Baroness Jay of Paddington

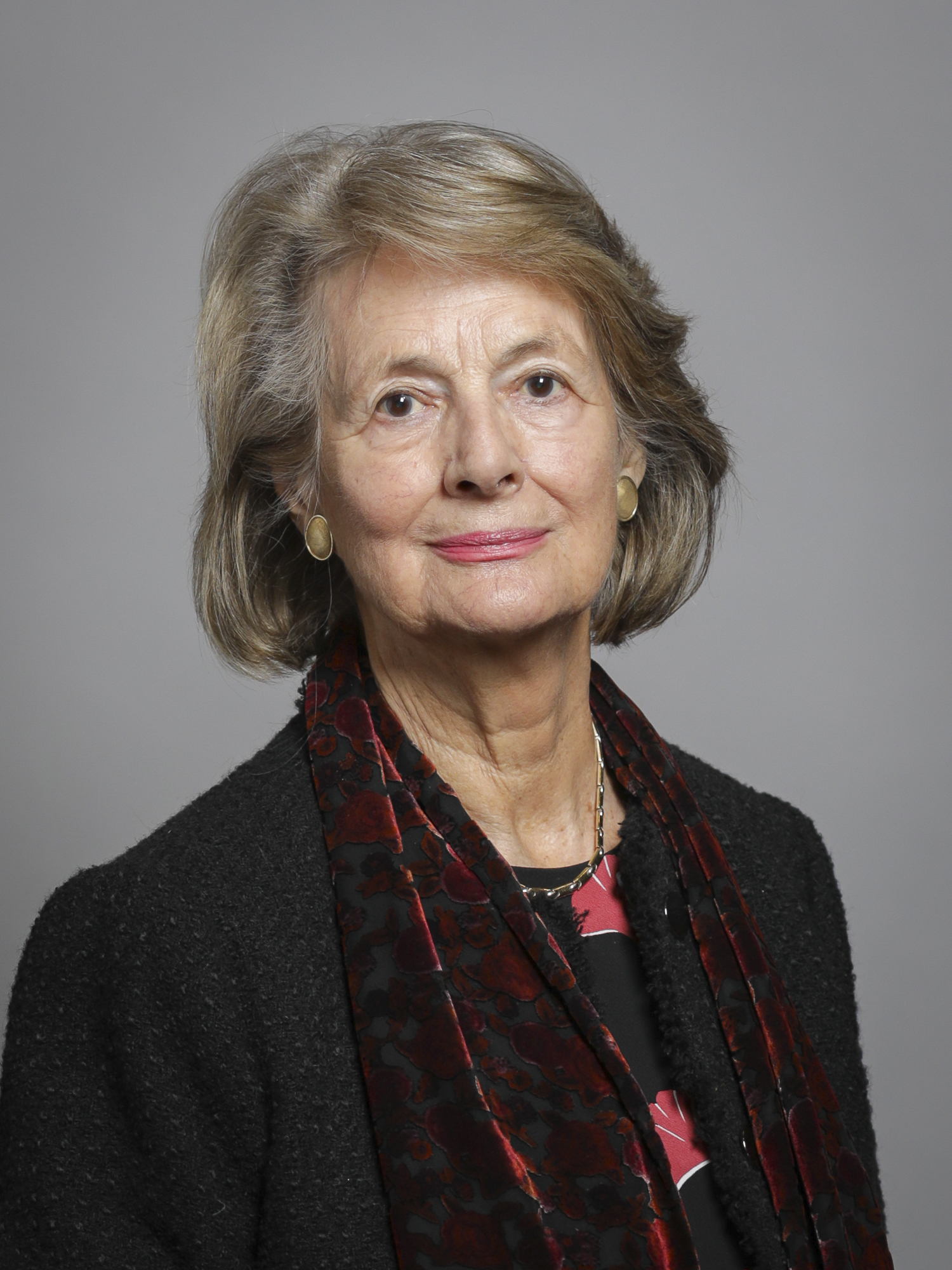
Margaret Jay, Baroness Jay of Paddington

Margaret Jay, Baroness Jay of Paddington PC (geborene Callaghan; * 18. November 1939) ist eine britische Journalistin und Politikerin der Labour Party, die unter anderem Lordsiegelbewahrerin war.

## Leben
Margaret Callaghan, Tochter des späteren Premierministers James Callaghan, studierte nach dem Besuch der Blackheath High School am Somerville College der University of Oxford und wurde 1965 Journalistin bei der BBC, wo sie für Nachrichtensendungen wie Newsnight tätig war. 1987 war sie Gründungsdirektorin des National AIDS Trust.
Am 29. Juli 1992 wurde sie als Life Peeress mit dem Titel Baroness Jay of Paddington, of Paddington in the City of Westminster, in den persönlichen Adelsstand erhoben und gehört seither dem House of Lords an. Unmittelbar darauf wurde sie Sprecherin für Gesundheitspolitik sowie Whip der oppositionellen Labour-Fraktion und behielt diese Funktion bis 1997. Zugleich war sie zwischen 1993 und 1997 Mitglied der Gesundheitsbehörde für das Royal Borough of Kensington and Chelsea und die City of Westminster.
Nach dem Wahlsieg der Labour Party bei den Unterhauswahlen vom 1. Mai 1997 wurde sie Staatsministerin im Gesundheitsministerium und zugleich stellvertretende Führerin der Regierung im Oberhaus (Deputy Leader of the House of Lords). Nach einer Regierungsumbildung ernannte Premierminister Tony Blair sie im Juli 1998 zur Lordsiegelbewahrerin, Präsidentin des Privy Council, Frauenministerin und sie wurde Führerin des Oberhauses. Diese Ämter bekleidete sie bis Juni 2001 und wurde dann durch Gareth Wyn Williams als Lordsiegelbewahrer abgelöst.
Nach ihrem Ausscheiden aus dem Kabinett wurde sie 2002 Vorsitzende des Overseas Development Institute (ODI) und war daneben von 2002 bis 2005 Mitglied des Spendenkomitees der Labour Party sowie von 2002 bis 2006 Präsidentin des One Thousand Club. Des Weiteren war sie zeitweise Mitglied des Zentralen Forschungs- und Entwicklungskomitees des National Health Service (NHS) und ist seit 2002 auch Mitglied des Internationalen Beratungsgremiums von Independent News & Media, einem in Dublin ansässigen Medienunternehmen.
1961 heiratete sie den Journalisten Peter Jay, einen Sohn von Douglas Jay, Baron Jay, der unter anderem Mitglied des House of Commons, Wirtschafts- und Finanzsekretär des Schatzamtes sowie Präsident des Board of Trade war. Als ihr Vater James Callaghan in seiner Funktion als Premierminister ihren Ehemann 1977 zum Botschafter in den Vereinigten Staaten ernannte, kam es zu einer öffentlichen Kontroverse und dem Vorwurf des Nepotismus.